# ОШ „Јеврем Обреновић” Шабац
ОШ „Јеврем Обреновић” једна је од основних школа у Шапцу. Налази се у улици Жике Поповића 20.

## Историјат
Основна школа „Јеврем Обреновић” основана је 15. јула 1961. решењем Народног одбора општине Шабац бр. 06-7378, под називом Основна школа „Селе Јовановић”. Решењем Министарства просвете о давању сагласности за промену назива школе бр. 610-00-00518/2007-07 извршен је упис у Трговинском суду у Ваљеву 6. августа 2008, решењем Фи. 28/08, тако да школа од 1. септембра 2008. носи данашњи назив.
Самостално је радила до 1970. године, а од тада у њеном саставу су издвојена одељења Орид, Мишар, Корман, Предворица, Орашац, Мрђеновац и Миокус. Укупан број ученика школске 2012/2013. године је био 1039 распоређених у 51 одељење, од тога у матичној школи 731 ученик и 308 у издвојеним одељењима. Укупном броју одељења се прикључују и две групе за продужени боравак.
Објавили су збирку припрема часова АУН „Први кораци ка новој школи” која је 1998. године презентована на Петом саветовању директора и стручних сарадника мачванског, колубарског и сремског округа одржаног у Сремској Митровици.
Садрже опремљену фискултурну салу, школско двориште са реновираним теренима за кошарку и мали фудбал. Школске 2010—2011. године су у оквиру пројекта „Дигитална школа” добили нове рачунаре и унапредили један од три већ постојећа кабинета, са савременијом опремом. Били су центар за едукацију у оквиру пројекта „Школа као партнер у борби против СИДЕ” и захваљујући томе су добили мултимедијални пројектор, разглас и ТВ апарат.
Школске 2011—2012. године су постали ментори у пројекту „Професионална оријентација на преласку у средњу школу” који је финансирала немачка међународна организација за сарадњу ГИЗ, а подржан је од стране Министарства просвете и Министарства културе.